# Gerda Müller (Schauspielerin)

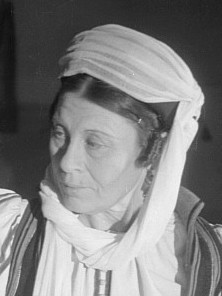
Gerda Müller, 1945

Gerda Müller (* 30. Juli 1894 in Tornienen (Ostpreußen); † 26. April 1951 in Berlin) war eine deutsche Schauspielerin.

## Ausbildung
Müller studierte an der Max-Reinhardt-Schule des Deutschen Theaters in Berlin, der heutigen Schauspielhochschule „Ernst Busch“. Von 1917 bis 1922 war sie am Schauspielhaus in Frankfurt am Main beschäftigt, dort spielte sie unter anderem in der Uraufführung von Arnolt Bronnens Stück Vatermord. 1922 ging sie nach Berlin zu Leopold Jessner an das dortige Staatstheater, damals eine der renommiertesten Bühnen Deutschlands. Daneben spielte sie in Berlin auch am Deutschen Theater, am Lessingtheater und am Schillertheater unter bedeutenden Regisseuren wie Heinz Hilpert, Jürgen Fehling sowie unter Bertolt Brecht auf.

## Familie
1927 heiratete sie den Dirigenten Hermann Scherchen, von dem sie allerdings nach kurzer Zeit wieder geschieden wurde. Vorangegangen waren verschiedene Affären, unter anderem mit Carl Zuckmayer, der sie aufgrund ihrer vitalen Erscheinung als litauische Wölfin bezeichnete. In zweiter Ehe heiratete Müller 1931 den damaligen Oberbürgermeister von Königsberg, Hans Lohmeyer. Nach 1933 hatte sie aufgrund ihrer Ehe mit Lohmeyer, der durch die Nationalsozialisten seines Amtes enthoben wurde, an deutschen Bühnen einen schweren Stand und zog sich – auch aufgrund eines schweren Lungenleidens – weitgehend ins Privatleben zurück. 1945 trat sie allerdings bei der Wiedereröffnung des Deutschen Theaters erneut auf, bis zu ihrem Tod spielte sie wieder und lehrte zudem an der Hochschule für Schauspiel. Kurz vor ihrem Tod erhielt sie 1951 für ihre Darstellung der Brecht’schen Mutter Courage den Nationalpreis der DDR.

## Hörspiele
- 1946: Gerhart Hauptmann: Agamemnons Tod (Klytämnestra) – Regie: Hanns Korngiebel (Drahtfunk Berlin)
- 1950: Jacques Roumain: Herr über den Tau – Regie: Hanns Farenburg (Berliner Rundfunk)